# Ferdinand Piëch
Ferdinand Karl Piëch (Vienna, 17 aprile 1937 – Rosenheim, 25 agosto 2019) è stato un imprenditore austriaco.
Dal 16 aprile 2002 al 25 aprile 2015 è stato presidente del consiglio di controllo di Volkswagen.

## Biografia
Piëch era uno dei nipoti di Ferdinand Porsche, la cui figlia Louise ha sposato l'avvocato viennese Anton Piëch. Dopo gli studi in ingegneria meccanica al Politecnico federale di Zurigo, conclusi con una tesi sullo sviluppo di un motore da Formula 1, nel 1963 inizia la sua carriera all'interno di Porsche presso lo stabilimento di Zuffenhausen a Stoccarda, dove ricopre prima la carica di responsabile del settore sviluppo e poi, nel 1971 di capo responsabile del settore tecnico.
Nel 1972 Louise Piëch e Ferry Porsche decidono che tutti i membri della famiglia devono ritirarsi da ogni tipo di carica dirigenziale ricoperta all'interno dell'azienda. Piëch allora apre un proprio studio di progettazione, per passare poi nello stesso anno in qualità di caporeparto dello sviluppo tecnico con mansioni speciali presso la sede di Ingolstadt di Audi, società controllata da Volkswagen. Nel 1975 entra nel consiglio di amministrazione di Audi e nel 1983 ne diviene amministratore delegato. Sotto la sua guida Audi sviluppa la trazione integrale Quattro.
Il 1º gennaio 1993 Ferdinand Piëch viene nominato successore di Carl Hahn alla carica di presidente del consiglio di amministrazione di Volkswagen. In questo nuovo ruolo strappa a General Motors lo spagnolo José Ignacio López de Arriortua, incaricandolo di approntare un programma di risanamento per l'azienda. Le misure di riduzione dei costi di López de Arriortua, incentrate sull'abbassamento delle spese verso i fornitori hanno effetto sul corto periodo, ma comportano anche un aumento dei problemi di qualità. Il manager spagnolo lascia poi Volkswagen nel 1996, anche in seguito all'accusa di spionaggio industriale.
Nel 2002 Ferdinand Piëch passa dal consiglio di amministrazione a quello di controllo dell'azienda di Wolfsburg, assumendo la presidenza di questo organo. Contemporaneamente egli avanza anche all'interno di Porsche fino a diventare membro del consiglio di controllo della società. È in questo periodo di doppia carica che avviene l'acquisto di Volkswagen da parte della più piccola Porsche: nel 2005 l'azienda di Stoccarda diventa proprietaria di circa il 21% delle azioni con diritto di voto di Volkswagen. In seguito ad un pronunciamento della Comunità europea che giudica illegale la legge che proteggeva Volkswagen da acquisizioni ostili, nel 2007 Porsche aumenta il proprio pacchetto azionario fino al 31% e all'inizio del 2008 dà il via libera all'acquisizione del restante 20% necessario per ottenere la maggioranza di voti. Nel marzo 2008 annuncia le proprie dimissioni dall'organo di controllo di Porsche, reagendo alle critiche avanzategli da più parti di conflitto d'interessi.
In qualità di comproprietario della Porsche Holding OHG con sede a Salisburgo e della Porsche di Stoccarda (le due società sono giuridicamente separate e distinte), di cui detiene circa il 13% del capitale azionario, Piëch era uno degli uomini più ricchi e influenti della Germania. A fine aprile 2015, dopo la "guerra" interna contro l'amministratore delegato di VW Martin Winterkorn, si dimette da presidente del consiglio di sorveglianza di Volkswagen.
Muore il 25 agosto 2019 all'età di 82 anni.

## Vita privata
Padre di dodici o tredici figli avuti da quattro relazioni diverse, è stato sposato con la seconda moglie Ursula Piëch dal 1984 sino alla sua morte e ha vissuto con lei a Salisburgo, in Austria. Ateo, ha dichiarato pubblicamente di essere affetto da dislessia e ha avuto una vasta collezione di auto che includeva due Bugatti Veyron regolarmente guidate da lui e dalla moglie.

## Riconoscimenti
Nel 1984 ha ricevuto la laurea ad honorem dell'Università tecnica di Vienna e nel 1999 quella del Politecnico federale di Zurigo. Dallo stesso anno è cittadino onorario di Zwickau. Nel 2002 è stato insignito della cittadinanza onoraria di Wolfsburg, dove ha sede la Volkswagen.